# Мериси
Мериси (груз. მერისი) — село в Кедском муниципалитете Грузии.

## География
Село находится на правом берегу реки Мериси, на расстоянии в 9 километрах от посёлка городского типа Кеда, административного центра муниципалитета. Абсолютная высота — 700 метров над уровнем моря.

## Население
По данным переписи населения 2014 года, в селе проживает 300 человек.
| Год  | Население | Мужчины | Женщины |
| ---- | --------- | ------- | ------- |
| 1886 | 1221      | 633     | 588     |
| 2002 | ↘337      | 169     | 168     |
| 2014 | ↘300      | 155     | 145     |